# Tonin (rodzaj ssaków)
Tonin (Cephalorhynchus) – rodzaj wodnych ssaków z podrodziny Lissodelphininae w obrębie rodziny delfinowatych (Delphinidae).

## Rozmieszczenie geograficzne
Rodzaj obejmuje gatunki występujące na półkuli południowej w Oceanie Atlantyckim, Indyjskim i Spokojnym.

## Morfologia
Długość ciała 144–180 cm; masa ciała 50–86 kg.

## Systematyka
Rodzaj (w randze podrodzaju w obrębie Dlphinus) zdefiniował w 1846 roku angielski zoolog John Edward Gray w rozdziale dotyczącym waleni w publikacji będącej relacją na temat odkryć zoologicznych podczas ekspedycji do Arktyki brytyjskich okrętów HMS „Terror” i „Erebus” w latach 1839–1843. Gatunkiem typowym jest (Linneuszowska tautonimia) tonin afrykański (C. heavisidii).

### Etymologia
- Cephalorhynchus: gr. κεφαλη kephalē ‘głowa’; ῥυγχος rhunkhos ‘pysk’[8].
- Eutropia: gr. ευ eu ‘ładny, dobry’; τρόπις tropis, τρόπιδoς tropidos ‘kil, linia grzbietowa’[9]. Gatunek typowy (oznaczenie monotypowe): Delphinus eutropia J.E. Gray, 1846.

### Podział systematyczny
Do rodzaju należą następujące gatunki:
| Grafika | Gatunek                     | Autor i rok opisu        | Nazwa zwyczajowa    | Podgatunki         | Rozmieszczenie geograficzne | Podstawowe wymiary          | Status IUCN |
| ------- | --------------------------- | ------------------------ | ------------------- | ------------------ | --- | --------------------------- | ----------- |
|         | Cephalorhynchus heavisidii  | (J.E. Gray, 1828)        | tonin afrykański    | gatunek monotypowy | wody przybrzeżne południowo-zachodniej Afryki od około 17° szerokości geograficznej południowej (Angola) do około 34° szerokości geograficznej południowej (Cape Point, Południowa Afryka) | DC: do 170 cm MC: do 75 kg  | NT          |
|         | Cephalorhynchus hectori     | (P.J. Van Beneden, 1881) | tonin nowozelandzki | 3 podgatunki       | endemit Nowej Zelandii (Wyspa Północna (1 populacja na północno-zachodnim wybrzeżu) i Wyspa Południowa (3 populacje wokół)) | DC: 144–163 cm MC: do 65 kg | EN          |
|         | Cephalorhynchus commersonii | (de Lacépède, 1804)      | tonin czarnogłowy   | 2 podgatunki       | Wyspy Kerguelena (południowa część Oceanu Indyjskiego), południowa część Ameryki Południowej i Falklandy (na północ do 40–42° szerokości geograficznej południowej na Oceanie Atlantyckim i do około 53° szerokości geograficznej południowej na Oceanie Spokojnym), na południe do Szetlandów Południowych | DC:do 180 cm MC: do 65 kg   | LC          |
|         | Cephalorhynchus eutropia    | (J.E. Gray, 1846)        | tonin chilijski     | gatunek monotypowy | wody przybrzeżne południowo-zachodniej części Ameryki Południowej od około 33° szerokości geograficznej południowej do przylądka Horn na około 55° szerokości geograficznej południowej | DC: do 170 cm MC:do 63 kg   | NT          |

Kategorie IUCN:  LC  – gatunek najmniejszej troski,  NT  – gatunek bliski zagrożenia,  EN  – gatunek zagrożony.